# مطبعة دار الجاحظ
مطبعة دار الجاحظ هي واحدة من أكبر المطابع العراقية تقع في منطقة راغبة خاتون بالأعظمية في بغداد أنشئت بداية خمسنيات القرن العشرين ومالكها المحامي والإعلامي (رسمي العامل) حيث نشر بها كبار الكتاب والمؤلفين كتبهم ومنشوراتهم وعمل بها كبار الطباعة في العراق مثل المطبعي (عبد المنعم محمد حسن) كانت تطبع فيها جريدة المستقبل لصاحبها (رسمي العامل) إلى أن توقفت عن الصدور بعد انقلاب 8 شباط وبعدها تولت مطبعة دار الجاحظ للطباعة والنشر طباعة جريدة (التآخي) لسان حال الحزب الديمقراطي الكردستاني وكذلك مجلة الثقافة الجديدة للاستاذ (صلاح الخالصي) وقد أصدرت عدداً كبيراً من سلسلة كتب الموسوعة الصغيرة. واستمرت طوال فترة الثمانينات والتسعينات بالإنتاج إلى أن توفي صاحبها (رسمي العامل) فتوقفت عن العمل، ساهمت بإثراء الحركة الثقافية والأدبية بالعراق عبر مسيرتها الطويلة بمئات النتاجات الأدبية والفكرية بالعراق في تلك المرحلة من تأريخ العراق حيث كان هناك تقييد للحريات والرقابة على المطبوعات والصحافة المسيسة للحزب الواحد. وتعد من المطابع المهنية التي اعتنت بجودة الإنتاج ونوعيته.